# Peak contraction
Il Peak contraction è una tecnica speciale applicata nell'allenamento con sovraccarichi (resistance training), in particolare nel body building e fitness.

## Definizione
Il peak contraction è una tecnica applicata tra le ripetizioni di una serie, dove viene enfatizzata la fase di massima contrazione del muscolo coinvolto. Si tratta di eseguire una sosta mantenendo una contrazione isometrica per alcuni secondi (2 o 3) nella fase di massimo accorciamento di una ripetizione. Sebbene venga spesso intesa come una sosta applicabile ad ogni ripetizione di una serie, altre volte potrebbe essere introdotta solo al termine dell'ultima ripetizione di una serie dopo l'insorgere del cedimento muscolare.
Per una più efficace applicazione del metodo, le macchine isotoniche o i cavi sono solitamente più adatti a questo scopo, in quanto la tensione muscolare in massima contrazione non viene attenuata come avviene sugli esercizi ai pesi liberi. Con queste attrezzature infatti la tensione rimane costante e quasi invariata durante tutto il range di movimento (ROM, range of motion), quindi durante la fase di picco la tensione non viene persa. Può essere il caso del curl per bicipiti, durante il quale, quando l'avambraccio raggiunge una posizione verticale, il lavoro muscolare viene notevolmente attenuato. Nel curl al cavo basso invece, la tensione può essere maggiore in fase di massima contrazione, permettendo che il peak contraction possa essere sfruttato con più efficacia. Analogo discorso può essere applicato comparando le croci con manubri o le croci ai cavi; solo nel secondo caso la tecnica è di fatto applicabile. Anche su altri esercizi come le distensioni con bilanciere o manubri, il peak contraction non riesce ad essere applicato efficacemente in quanto il punto di massima contrazione muscolare del gran pettorale (braccio verticale) coincide con la massima perdita di tensione muscolare, diventando una sorta di riposo tra le ripetizioni. Esistono però casi in cui, anche esercizi che dipendono dalla gravità permettono di applicare questa tecnica, in quanto il massimo momento torcente, cioè la fase del ROM in cui la tensione è maggiore, coincide con la fase di massima contrazione del muscolo bersaglio. Ad esempio, il rematore con bilanciere o con manubri, dove la tensione viene massimizzata in massima contrazione, oppure la french press su panca 45°, o le alzate laterali o le croci inverse con manubri. Il peak contraction può essere comunque applicato anche riducendo il ROM di un esercizio ai pesi liberi, evitando che il segmento in movimento raggiunga una posizione verticale, in modo che la tensione non venga troppo ridotta, e mantenendo la contrazione per qualche secondo. In questi casi il peak contraction quindi coinciderebbe con un punto a metà del ROM. In un curl su panca Scott con bilanciere, il peak contraction potrebbe essere applicato fermando l'avambraccio a circa 45° di inclinazione, quando la tensione sui flessori del gomito è ancora significativa, e mantenendo la contrazione per qualche secondo nonostante i flessori stessi non raggiungano propriamente un livello di massima contrazione. Ad ogni modo in questi casi non potrebbe essere considerata a tutti gli effetti una massima contrazione, in quanto il peak contraction sarebbe per definizione il punto in cui le fibre muscolari coinvolte raggiungono una contrazione o un accorciamento ad un livello massimo, un punto che in molti esercizi ai pesi liberi viene evitato.
La tecnica del peak contraction influisce sulla velocità del movimento delle ripetizioni e quindi sulla durata della serie (Time Under Tension, TUT), in quanto enfatizza o prolunga la sosta in fase di massima contrazione. Lo speed of movement è quel parametro che identifica la velocità nelle diverse fasi di una ripetizione, cioè fase eccentrica, sosta isometrica in allungamento, fase concentrica, soste isometrica in contrazione. Lo speed of movement viene identificato con un numero a 4 cifre, le quali corrispondono alle rispettive fasi descritte. Ad esempio una cifra che prevede la sequenza "4-X-2-3", significa che la fase eccentrica dura 4 secondi, la sosta in fase di allungamento non viene enfatizzata, la fase concentrica dura 2 secondi, mentre la sosta isometrica in fase di contrazione, cioè il peak contraction, dura 3 secondi. Il peak contraction quindi è relazionato con la 4ª cifra nella formula dello speed of movement.

## Altre tecniche diresistance training
- Super set
- Tri set
- Set gigante
- Stretch contrastato
- Stripping
- Rest pause
- Doppio impatto
- Ripetizioni eccentriche
- Ripetizioni forzate
- Ripetizioni negative
- Ripetizioni parziali
- Super slow
- Cheating
- Serie del 21
- Sistema piramidale
- Mantieni Peso (MP)
- Mantieni Ripetizioni (MR)
- Lock-out
- Cedimento muscolare